# 影山泉
影山 泉（かげやま いずみ、1925年3月7日 - ）は、日本の男性俳優。福岡県出身。本名は駒山 通泰（こまやま みちやす）。旧芸名は景山 泉（読みは同一）、影山 喬一（かげやま きょういち）。劇団作品座、RKB毎日放送、笹の会、劇団東芸、西岡プロなどに所属していた。

## 出演作品
テレビドラマ
- 笛吹童子
- あゝ同期の桜
- 大江戸捜査網 第2シリーズ
- 男の涙 川越え日記
- 秘密指令883 （1967年 - 1968年、CX / 大映テレビ室）第7話「地獄へ突走れ」
- 怪奇大作戦 第18話「死者がささやく」（1969年） - 田原明夫
- 風
- ぐうちょきぱあ
- 鞍馬天狗
- 決定的瞬間
- 孝行乞食
- この謎は私が解く
- これが真実だ
- 新吾十番勝負
- 人生の四季
- 青年
- 惜別
- 続・下町育ち
- 鉄道公安36号（北村主任）※主演
- デン助のお巡りさん
- 特別機動捜査隊
- 旗本退屈男
- 日真名氏飛び出す
- 風雲三剣士
- 不道徳教育講座
- 僕らのチャンピオン
- 水戸黄門漫遊記
- 柳生十兵衛あばれ旅
- 夜を走る男
- わかっておくれよ

### 舞台
- 天と地の接吻（1963年、劇団現代劇場） - 村田哲[3]
- 箱の中身
- レンタルファミリー